# Hof te Elegem

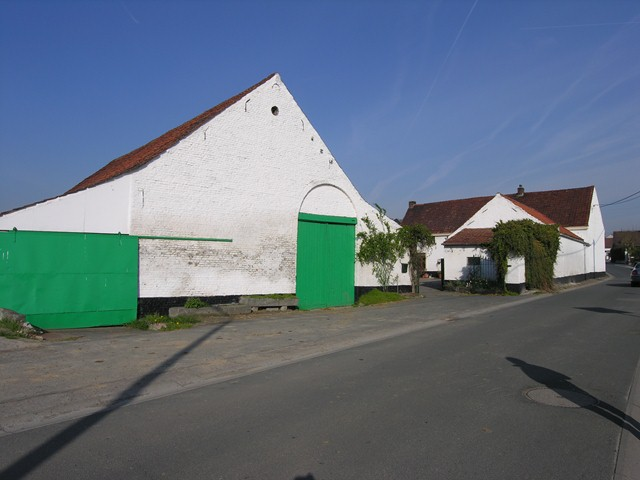
Hof te Elegem, 2010

Het Hof te Elegem is een voormalige pachthoeve uit de 18e eeuw in het gehucht Elegem in de omgeving van de vallei van de Elegembeek in de Belgische gemeente Dilbeek.

## Geschiedenis
Het gehucht Elegem is al zeer oud en dankt zijn naam aan Het Frankische Elingaheim. Elinga zou een god van de Donder en bliksem geweest zijn. De hoeve werd in de 18e eeuw opgericht door abdis Maria Anna Philippina d'Ennetieres de la Plaigne(1735-1761) van het nabijgelegen Sint-Wivinaklooster om de bevoorrading te helpen verzekeren. Op de gevel boven het woonhuis staat een reliëfsteen waar twee beren haar wapenschild vasthouden met het opschrift "Stella duce" (met de hulp van de ster). Na de Franse Revolutie werd Hof te Elegem samen met zijn gronden in 1794 bij decreet openbaar verkocht als gevolg van de verbeurdverklaring van alle kerkelijke goederen. De bouw van de hoeve verliep in verschillende fasen. In het melkhuisje kunnen we het jaartal 1738 aantreffen en op de binnenkomer zien we op de gevel van de stal 1742 staan.

## Legende
Volgens een volksverhaal zou Boncœr, de zoon van pachter Mulders (1765-1835) als soldaat met twee paarden naar het leger van Napoleon getrokken zijn. Hij diende zo goed dat hij 12 jaar later levend en wel als officier terugkeerde.

## Varia
- De zoon van pachter Walravens (1835-1908) heeft het H-Hartbeeld van de Basiliek van Koekelberg gebeeldhouwd.

## Galerij

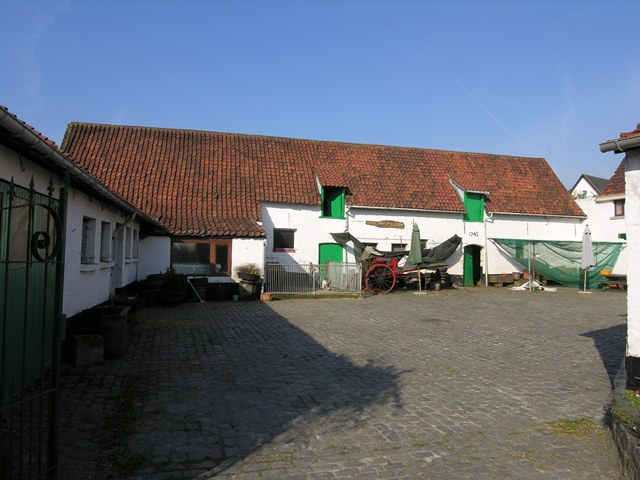
Hof te Elegem, 2010
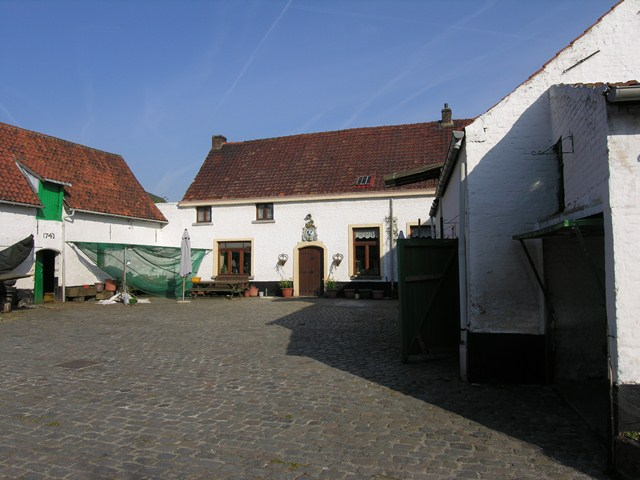
Hof te Elegem, 2010
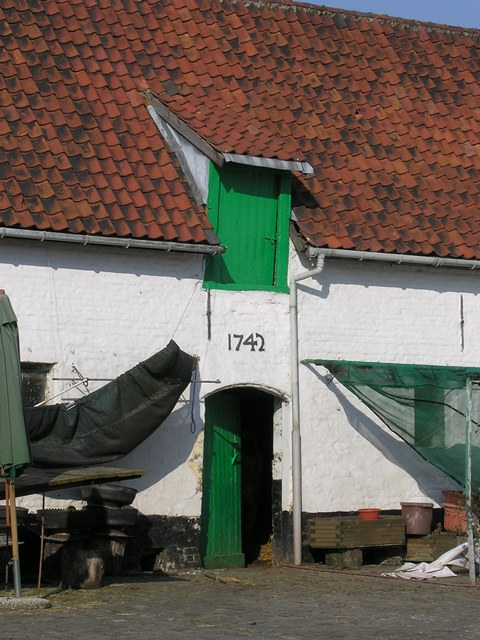
Hof te Elegem, 2010
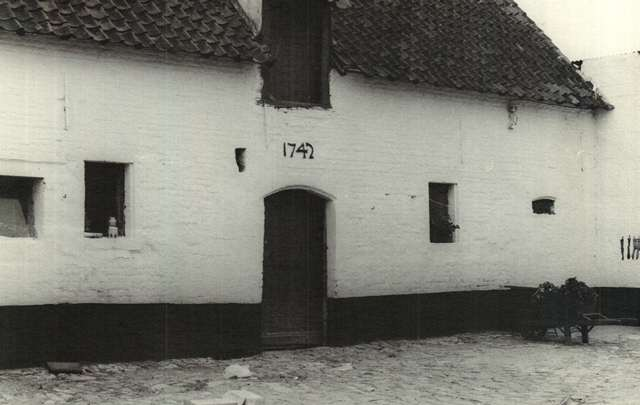
Hof te Elegem, 1975
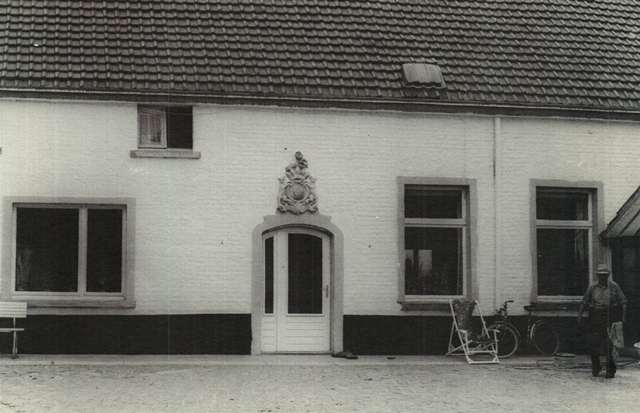
Hof te Elegem, 1975